# Discesa di Enea nei campi elisi
La Discesa di Enea nei campi elisi è un dipinto a olio su tela (58,4x167,8 cm) di Dosso Dossi, databile al 1520 circa e conservato nella National Gallery of Canada di Ottawa. Faceva parte della decorazione dei Camerini d'Alabastro di Alfonso d'Este a Ferrara.

## Storia
Il dipinto faceva parte di una serie di dieci tele sull'Eneide eseguite da Dosso e da suo fratello Battista per decorare un fregio dei Camerini, che si disponeva nella parte alta delle pareti creando una serie ininterrotta di storie letterarie. Della serie sono state sicuramente individuate un'altra tela in Inghilterra e una nella National Gallery of Art di Washington (Enea e Acate sulla costa libica).

## Descrizione e stile
La scena, di lunghezza doppia rispetto alle altre, è tratta dal VI libro dell'Eneide e mostra Enea a sinistra che, accompagnato dalla Sibilla Cumana, si prepara a visitare i Campi Elisi, cioè il paradiso dell'oltretomba greco-romano. Tale luogo è rappresentato come una vallata verdeggiante, in cui gli eroi si dedicano a varie amenità divisi in gruppetti: chi danza, chi amoreggia, chi disquisisce, chi fa pascolare dei cavalli bianchi.
Il tema della discesa di Enea nell'aldilà aveva un particolare significato ermetico. L'eroe infatti simboleggiava l'anima peregrina che prima di arrivare all'elevazione spirituale (l'agognata costa italiana), doveva prima passare attraverso le tappe della sensibilità (la fuga da Troia) e dell'azione (la sosta a Cartagine). I Campi Elisi inoltre rappresentavano il raggiungimento della meta iniziatica: l'armonia e la felicità dell'anima.